# تشارلز إي. ديتريش
تشارلز إي. ديتريش (بالإنجليزية: Charles E. Dietrich)‏ هو سياسي أمريكي، ولد في 30 يوليو 1889 في الولايات المتحدة، وتوفي بنفس المكان في 20 مايو 1942. حزبياً، نشط في الحزب الديمقراطي. وقد انتخب عضو مجلس النواب الأمريكي.